# SN 2008dj
SN 2008dj – supernowa typu II-P odkryta 3 maja 2008 roku w galaktyce A151940+0616. W momencie odkrycia miała maksymalną jasność 21,80m.